# Mario Puzo

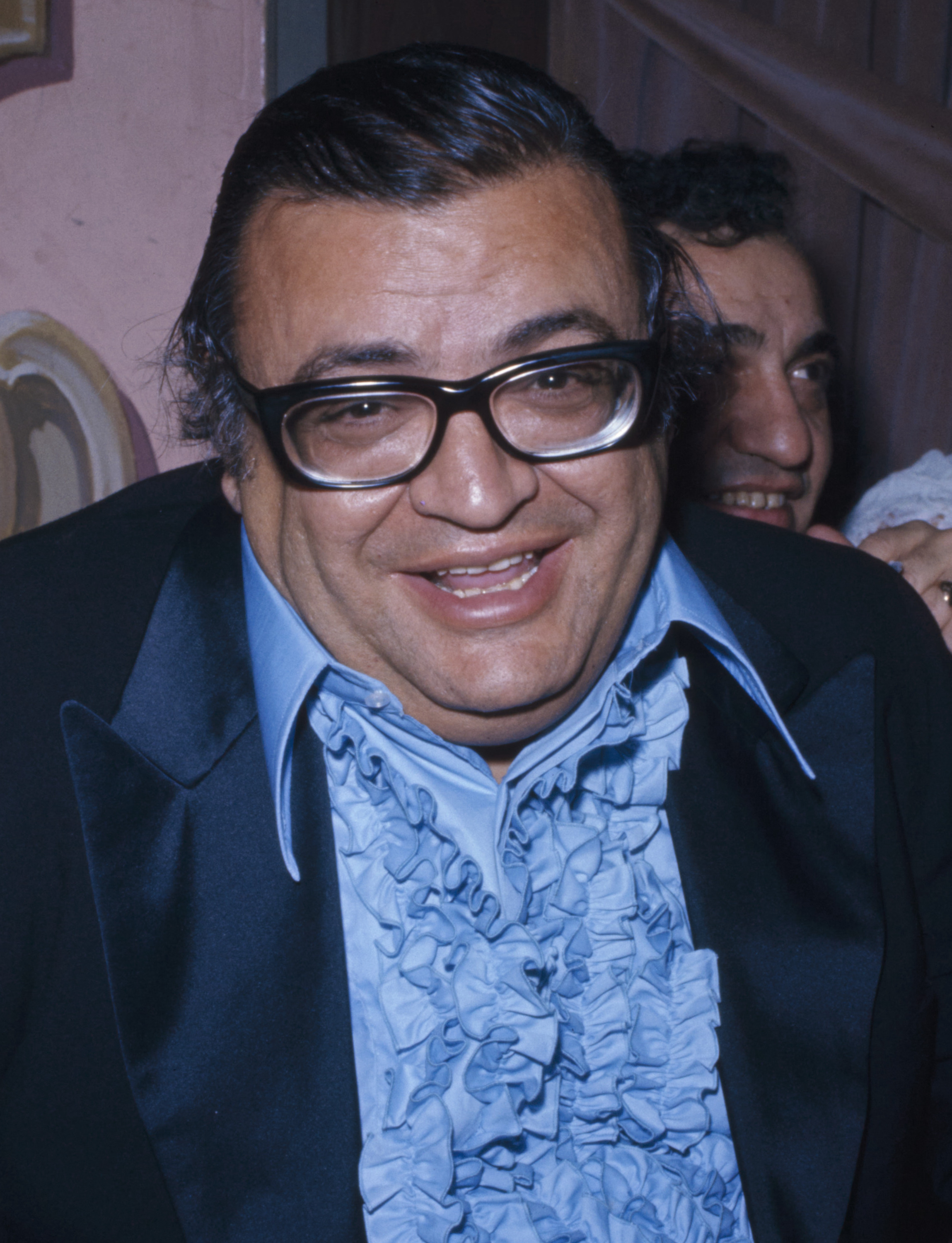
Mario Puzo (1972)

Mario Puzo (Aussprache [ˈmaːʁio ˈpuːzoʊ]) (* 15. Oktober 1920 in New York City; † 2. Juli 1999 in Bay Shore auf Long Island) war ein italoamerikanischer Schriftsteller.
Als Krimiautor weltweit bekannt wurde Mario Puzo durch seinen Roman Der Pate (englisch The Godfather) von 1969, ein Mafia-Familienepos, das den Aufstieg einer italienischen Mafia-Familie über eine Generation zeigt, und den gleichnamigen Film von Francis Ford Coppola. Für die Drehbücher zu Der Pate und Der Pate – Teil II erhielt er, zusammen mit dem Regisseur Coppola, je einen Oscar in der Kategorie bestes adaptiertes Drehbuch.

## Leben und Wirken
Puzo wuchs in ärmlichen Verhältnissen im New Yorker Stadtteil Little Italy auf. In seinen Werken setzte er sich meist mit seiner Abstammung sowie der Stellung italienischer Einwanderer in den Vereinigten Staaten auseinander. Im Zweiten Weltkrieg meldete er sich freiwillig zur Armee und war als Soldat auch in Deutschland stationiert. Zurück in den USA studierte er mit einem GI-Stipendium für ehemalige Soldaten in Abendkursen an der New Yorker New School for Social Research und an der Columbia University.
Seine erste Kurzgeschichte veröffentlichte Puzo 1950, 1955 seinen ersten Roman, The Dark Arena, der in Schwarzmarktkreisen im Bremen der Nachkriegszeit spielt. Er schrieb für Magazine und war zeitweise auch Regierungsangestellter. Mit seinem zweiten Buch, Mamma Lucia (The Fortunate Pilgrim), gelang ihm 1965 der erste literarische Erfolg. Der Roman um die im italienischen Viertel lebende Lucia Santa Angeluzzi-Corbo spielt in italienischen Einwanderkreisen in New York während der Depressionszeit. 1969 veröffentlichte er seinen Bestseller Der Pate.
Im Jahr 1977 erschien sein Tatsachenbericht Inside Las Vegas, ein Jahr später verarbeitete er das Spielermilieu von Las Vegas in dem Roman Narren sterben (Fools Die). 1984 wurde Der Sizilianer (The Sicilian) veröffentlicht, 1990 Der vierte Kennedy (The Fourth K), ein Roman über einen weiteren Präsidenten aus der Kennedyfamilie. 1996 schrieb Puzo den Roman Der letzte Pate, 2001 erschien als letztes vollendestes Werk von ihm der Roman Omertà. Sein Roman Die Familie blieb unvollendet. 
Puzo schrieb neben den Drehbüchern der Paten-Filme auch die zu Erdbeben (Earthquake) (1974), Cotton Club (1984), Superman (1978) und Superman 2 (1980). Seine Erfahrungen als Drehbuchschreiber in Hollywood schildert Puzo in einer autobiographischen Skizze.
In einem Interview mit Larry King gab er 1996 an, sowohl das Buch Der Pate als auch die Drehbücher dazu und spätere Drehbücher aus finanziellen Gründen geschrieben zu haben. Er habe den Paten noch überarbeiten wollen, sein Verleger habe das Buch aber bereits vorher veröffentlicht. Den Roman Mamma Lucia, der zuvor erschienen war, hielt er für sein bestes Werk, das ihm aber wenig Geld eingebracht habe.
Die Verfilmungen Der Pate, Der Pate – Teil II und Der Pate III wurden alle ausgezeichnet und weltweit über eine Milliarde Mal gesehen. Nach Puzos Angaben schlug er selbst Marlon Brando für die Rolle Vito Corleones vor. Puzo hatte nach seinen Angaben keine persönlichen Erfahrungen mit dem Mafia-Milieu – der Roman beruhe vollständig auf Recherchen, und auch für die Rolle des Sängers Johnny Fontane sei Frank Sinatra kein direktes Vorbild gewesen. In dem Buch sah Puzo weniger die Thriller-Aspekte im Vordergrund als die Familiengeschichte. Mit der zweiten Fortsetzung des Paten, an dem auch Coppola wesentlich das Drehbuch bestimmte, war Puzo weniger zufrieden. Im Dezember 2020 veröffentlichte Coppola unter dem Titel Der Pate, Epilog: Der Tod von Michael Corleone (Mario Puzo's The Godfather, Coda: The Death of Michael Corleone) eine neue Schnittfassung des Films.
Mit seinem letzten Werk, Die Familie (The Family), erfüllte sich Mario Puzo, wie er sagte, den lebenslangen Traum, die Geschichte der mächtigen Renaissance-Familie der Borgia zu schreiben. In diesem Roman hält er sich Puzo weniger an historische Fakten, sondern verarbeitet die Unzahl von Anekdoten über die Borgias. Schon in The Last Don, dessen Handlung nichts mit der des Paten zu tun hat, waren Aspekte der Borgia-Geschichte eingeflossen. Der Name der Familie Clericuzio im Roman war der Name seiner Mutter nach ihrer zweiten Ehe (und der seiner Geschwister, die ihn zu Cleri verkürzten). Aus seinem Roman The Last Don entstand 1997 eine TV-Serie bei CBS (mit Kirstie Alley und Joe Mantegna).
Puzo starb während seiner Arbeit an Die Familie in seinem Haus auf Long Island. Vollendet wurde das Buch von Carol Gino, seiner Assistentin und Lebensgefährtin seit über zwanzig Jahren, die auch an den Recherchen für das Buch mitgearbeitet hatte. Im Jahr 2012 erschien der Roman Die Corleones, ein von Edward Falco vollendetes Drehbuch von Mario Puzo, das die Geschichte des Paten in den 1930er und 1940er Jahren erzählt und als vierter Teil der Saga geplant war.
Puzo hatte fünf Kinder aus erster Ehe, seine Tochter Dorothy Ann Puzo ist Regisseurin des Films Cold Steel (1987). Nach dem Tod Erikas, seiner Frau, lebte er mit Carol Gino zusammen, die ihm als Krankenschwester 1978 in Las Vegas (Puzo war passionierter Spieler) das Leben rettete. Sie erkannte Symptome einer drohenden Angina pectoris und sorgte dafür, dass er sich untersuchen ließ und einer Bypassoperation unterzog.

## Auszeichnungen
Puzo erhielt bei den Oscarverleihungen der Jahre 1973 und 1975 einen Oscar in der Kategorie bestes adaptiertes Drehbuch, da er zusammen mit Francis Ford Coppola die Drehbücher zu Der Pate und Der Pate – Teil II verfasst hatte. 1990 kam Der Pate III in die Kinos, für den Puzo erneut das Drehbuch schrieb. Für das Drehbuch zu Der Pate erhielt er 1972 einen Golden Globe Award, für die Drehbücher von Teil 2 und 3 wurde er für den Golden Globe nominiert. Für den ersten und zweiten Teil des Paten erhielt er außerdem einen WGA-Award, für Superman wurde er 1978 für den WGA-Award nominiert.

## Werk

### Romane
- 1955 The Dark Arena (deutsch: Die dunkle Arena)
- 1965 The Fortunate Pilgrim (deutsch: Mamma Lucia)
- 1966 The Runaway Summer of Davie Shaw (deutsch: New York City 2950 Meilen)
- 1967 Six Graves to Munich (unter dem Pseudonym Mario Cleri)
- 1969 The Godfather (deutsch: Der Pate)
- 1978 Fools Die (deutsch: Narren sterben)
- 1984 The Sicilian (deutsch: Der Sizilianer)
- 1990 The Fourth K (deutsch: Der vierte Kennedy)
- 1996 The Last Don (deutsch: Der letzte Pate oder Der letzte Don)
- 2000 Omertà (deutsch: Omerta)
- 2001 The Family (deutsch: Die Familie, vollendet von Puzos Lebensgefährtin Carol Gino)
- 2012 The Family Corleone (deutsch: Die Corleones, vollendet von Ed Falco)

### Non-fiction
- 1965 Test Yourself: Are You Heading for a Nervous Breakdown? (unter dem Pseudonym Mario Cleri)
- 1972 The Godfather Papers and Other Confessions (deutsch: Die Welt des Paten. Geständnisse des Autors zu Buch und Film)
- 1977 Inside Las Vegas (deutsch: Las Vegas – Bekenntnisse eines Spielers)

### Kurzgeschichten
Seine Kurzgeschichten veröffentlichte Puzo unter dem Pseudonym Mario Cleri.
- 1950 The Last Christmas
- 1964 John „Red“ Marston’s Island of Delight
- 1964 Big Mike’s Wild Young Sister-in-law
- 1966 The Six Million Killer Sharks That Terrorize Our Shores
- 1967 Trapped Girls in the Riviera’s Flesh Casino
- 1967 The Unkillable Six
- 1968 Girls of Pleasure Penthouse
- 1968 Order Lucy For Tonight
- 1968 12 Barracks of Wild Blondes
- 1969 Charlie Reese’s Amazing Escape from a Russian Death Camp

### Drehbücher
- 1972 The Godfather (Oscar für bestes adaptiertes Drehbuch)
- 1974 The Godfather Part II (Oscar für bestes adaptiertes Drehbuch)
- 1974 Earthquake
- 1978 Superman
- 1980 Superman II
- 1990 The Godfather Part III
- 1992 Christopher Columbus: The Discovery
- 2006 Superman II: The Richard Donner Cut
- 2012 The Family Corleone (wurde nie produziert, 2012 veröffentlicht)
- 2020 Der Pate, Epilog: Der Tod von Michael Corleone (Mario Puzo's The Godfather, Coda: The Death of Michael Corleone)